# Празозин
Празозин (Prazosinum). 1-(4-Амино-6,7-диметокси-2-хиназолил)-4-(2-фуроил)-пиперазина гидрохлорид.
Синонимы: Адверзутен, Депразолин, Минипресс, Пратсиол, Adversuten, Decliten, Deprazolin, Duramipress, Eurex, Furazosin-hydrochloride, Hypovase, Minipress, Orbisan, Patsolin, Peripress, Prastiol, Prazopress, Prazosin, Sinetens; Vasoflex и др.

## Общая информация
Празозин является гипотензивным α-адреноблокирующим препаратом, применяемым при гипертонической болезни и застойной сердечной недостаточности.
Особенностью празозина является его избирательное влияние на сосудистые постсинаптические α1-адренорецепторы, что отличает его от обычных α-адреноблокаторов, таких, как фентоламин, и других, блокирующих одновременно , α1- и α2-адренорецепторы кровеносных сосудов. Вследствие этого празозин устраняет сосудосуживающее влияние медиатора норадреналина и циркулирующего в крови адреналина.
Характерным для действия празозина является главным образом периферическая вазодилатация. Он оказывает одновременно артерио- и венорасширяющее действие (с несколько большим влиянием на объёмные, то есть венозные, сосуды), уменьшает в связи с этим венозный приток крови к сердцу и облегчает работу сердца из-за уменьшения периферического сопротивления, то есть уменьшает пре- и постнагрузку на миокард. Снижения минутного объёма кровотока препарат не вызывает.
В отличие от обычных α-адреноблокаторов празозин тахикардии, как правило, не вызывает.
В механизме сосудорасширяющего эффекта празозина определённую роль играет непосредственное спазмолитическое действие, связанное с его ингибирующим влиянием на фосфодиэстеразу (см. Теофиллин).
По имеющимся данным, празозин благоприятно влияет на показатели липидов сыворотки крови. Препарат уменьшает также агрегацию эритроцитов.
Применяют празозин при разных формах артериальной гипертензии. Гипотензивное действие празозина усиливается при сочетании с тиазидными диуретиками, β-адреноблокаторами и другими антигипертензивными препаратами. В связи с уменьшением нагрузки на сердце используется также при лечении застойной сердечной недостаточности.
Празозин устраняет вазоспастические реакции коронарных артерий. Препарат нередко активен при недостаточной эффективности других антигипертензивных препаратов, в том числе антагонистов ионов кальция.
Принимают празозин внутрь независимо от времени приёма пищи. Начинают с небольшой дозы — 0,5—1 мг, которую следует принимать перед сном, после чего больной должен находиться в постели в течение 6—8 ч. Это необходимо в связи с возможностью развития «феномена первой дозы» — постуральной гипотензии вплоть до обморочного состояния (коллапса). Особенно выражена эта реакция на фоне предшествующего приёма диуретиков.
В дальнейшем назначают празозин по 1 мг 3—4 раза в день. Постепенно дозы увеличивают, добиваясь гипотензивного эффекта. Эффект обычно наступает через несколько дней, но стойкое понижение артериального давления может развиться через 4—8 нед. Поддерживающая доза подбирается индивидуально и может составлять от 3 до 20 мг в сутки, чаще она равняется 6—15 мг в сутки. Суточную дозу делят на 3—4 приёма, устанавливая оптимальный режим лечения. У некоторых больных препарат активен при двукратном применении. При монотерапии празозином следует учитывать возможность развития ранней (на 3—5-й день) или поздней (через несколько месяцев) толерантности (привыкания) к препарату. Это требует увеличения разовой дозы празозина на 1 мг или более либо дополнительного назначения диуретиков.
При недостаточном или медленно развивающемся гипотензивном эффекте празозин комбинируют с диуретиками, β-адреноблокаторами, клофелином или другими антигипертензивными средствами. В этом случае дозу празозина уменьшают до 1—2 мг 3 раза в день при одновременном добавлении препарата, который вводят в схему лечения, а затем вновь постепенно повышают, подбирая необходимый режим лечения.
При застойной сердечной недостаточности празозин назначают в дозе 3—20 мг в день в 3—4 приёма, соблюдая обычные для этого препарата меры предосторожности (первая доза не должна превышать 0,5 мг; после её приёма больной должен также находиться в положении лёжа). Дозы повышают постепенно.
Как α-адреноблокатор празозин можно также применять при нарушениях периферического кровообращения.
Одной из важных особенностей празозина, обнаруженной в последнее время, является его эффективность при консервативном лечении больных с доброкачественной гиперплазией предстательной железы (ДГПЖ) в ранней стадии. Действие препарата связывают с блокадой α1А-адренорецепторов гладких мышц предстательной железы, простатической части уретры и шейки мочевого пузыря. Блокада этих рецепторов приводит к расслаблению гладких мышц и расширению просвета уретры, что улучшает отток мочи из мочевого пузыря.
При ДГПЖ празозин назначают внутрь независимо от приёма пищи. Первую дозу, равную 0,5 мг, принимают перед сном. Далее назначают по 1 мг 2 раза в день в течение недели. Затем увеличивают дозу до 4 мг в сутки (по 1 мг 4 раза в день). При возникновении выраженной гипотензивной реакции суточная доза должна быть уменьшена до 2 мг. Курс лечения 8 нед, при необходимости может быть продлён. После прекращения основного курса лечения больным может быть назначена: поддерживающая доза 2 мг в сутки (по 1 мг 2 раза в день).
При применении празозина, кроме «феномена первой дозы», возможны следующие побочные явления: головокружение, головная боль, бессонница, слабость, утомляемость, тошнота, понос, запор, сухость во рту. Обычно эти явления проходят самостоятельно.
Несмотря на избирательное α1-адреноблокирующее действие, в отдельных случаях возможно учащение сердечных сокращений. Следует учитывать, что препарат обладает умеренной холинолитической активностью.
Имеются указания, что гипотензивное действие празозина увеличивается по силе и продолжительности с возрастом, в связи с чем для лиц пожилого и старческого возраста следует внимательно подбирать дозы.

## Противопоказания
Препарат противопоказан при беременности. Не рекомендуется назначать его детям в возрасте до 12 лет. Больным с поражениями почек препарат назначают в уменьшенных дозах с осторожностью.

## Физические свойства
Кристаллический порошок белого или белого с кремоватым оттенком цвета, очень мало растворимый в воде.

## Форма выпуска
Форма выпуска: таблетки по 0,001 и 0,005 г (1 и 5 мг) с риской, в упаковке по 50 или 100 штук.

## Хранение
Хранение: список Б. В защищённом от света месте.

## Потенциальное применение
В экспериментах выявлена способность празозина вызывать апоптоз клеток глиобластомы, воздействуя на сигнальные пути AKT. Поскольку этот сигнальный путь важен не только для глиобластомы, но и ряда других форм онкологии, таких как рак печени, колоректальный рак, рак поджелудочной железы, начаты клинические исследования по возможности применения  празозина в качестве адъюванта при химиотерапии.